# Język bhili
Język bhili – język indoaryjski używany w indyjskich stanach Madhya Pradesh, Gudżarat i Radżastan. Według danych z 2011 r. posługuje się nim blisko 3,3 mln ludzi. 
Grupa blisko spokrewnionych języków plemiennych jest określana nazwą „bhil”; liczy ona w sumie nieco ponad 10 mln użytkowników. Języki te są blisko spokrewnione z językami gudźarati i radżastani. 
Zapisywany jest pismem dewanagari lub pismem gudżarati. 